# Scuola di Colonia

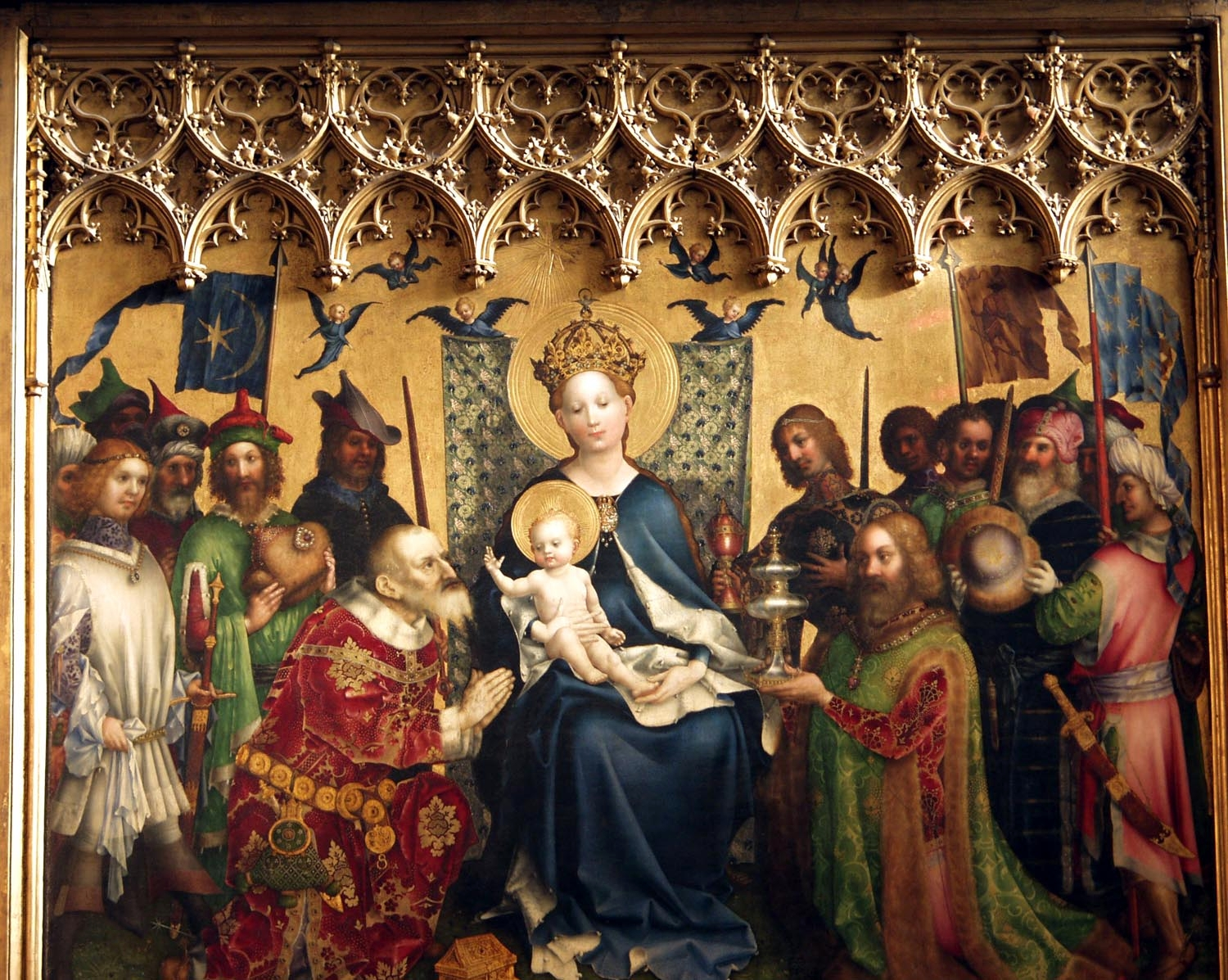
Altare dei Santi Patroni della città, Stephan Lochner.

La Scuola di Colonia (in tedesco Kölner Malerschule) fu una scuola pittorica che nacque presso la città di Colonia, in Germania.
Comprende artisti e botteghe attive in città principalmente nel XIV e XV secolo, al massimo fino alla metà del XVI secolo.
Gli artisti hanno sviluppato stili diversi applicati a miniature di libri, dipinti murali, altari, immagini votive e vetrate. 
I maestri di Colonia erano profondamente radicati nella tradizione pittorica dello stile gotico e riuscirono a coniugarla con le invenzioni pittoriche fiamminghe del realismo in uno stile tipicamente locale, le cui opere sono annoverate tra i punti salienti dell'arte tardo gotica.
Il più illustre rappresentante di questa Scuola fu Stefan Lochner.

## Contesto storico
Essendo una delle città commerciali più ricche del nord Europa, Colonia offriva un mercato e opportunità per una fiorente scena artistica. Notabili, aristocratici e ricchi borghesi ricercavano immagini religiose sempre più "moderne" e di qualità, facendo appello a degli artisti volti a sviluppare stili specifici e d'avanguardia. 
Un posto speciale spetta al Clero. La città possedeva numerose e fastose chiese con un ricchissimo tesoro di reliquie, diversi capitoli, 36 monasteri oltre che a cappelle e conventi: come una “Santa Colonia”, che necessitavano di arredi adeguati. 
Inoltre dei teologi come Meister Eckhart, Giovanni Taulero, Enrico Suso contribuirono a creare quel clima della Mistica renana che trova risposta in una scuola pittorica "conteplativa e lirica".
Nella pittura medievale tedesca, l'arte di Colonia occupa una posizione di primo piano in termini di qualità, quantità e materiali impiegati. Oggi, 344 opere sono attribuite alla scuola di pittura di Colonia, la maggior parte delle quali è composta da pannelli e singole figure, per un totale di oltre 1000 singole immagini; che è significativamente più di quanto è stato tramandato da altre città tedesche. I maestri erano attivi nella corporazione dei ritrattisti. Nel 1417 dovevano essere circa otto, ma entro la fine del secolo erano già da 12 a 14. Possiamo presumere che ognuno avesse una sua bottega con altri collaboratori. Uno dei principi della corporazione era di non firmare le opere, infatti a oggi non è stato possibile assegnare le opere ai singoli artisti e nemmeno ai loro laboratori. Gli artisti lavorarono principalmente intorno a Schildergasse, che nel Medioevo costituiva il quartiere dei pittori di Colonia.
I maestri di Colonia ebbero un vivace scambio con gli impulsi artistici provenienti dagli altri centri culturali d'Europa, su tutti Parigi, Milano, le Fiandre e la Boemia, attraverso le estese rotte commerciali della città. L'ispirazione dalla Francia si percepisce all'inizio, contribuendo allo sviluppo del cosiddetto Stile morbido dell'arte gotica europea. A partire dalla metà del XV secolo, l'influenza dei Primitivi fiamminghi divenne chiaramente visibile; cosi come l'ampio uso del colore dall'Italia. Tuttavia, i maestri hanno fuso il realismo fiammingo e il cromatismo italiano con la tradizione pittorica locale per creare il loro stile "colorato e tardo gotico", a cui potrebbe aver contribuito la clientela conservatrice di Colonia.

## Stili ed epoche

### Gli inizi

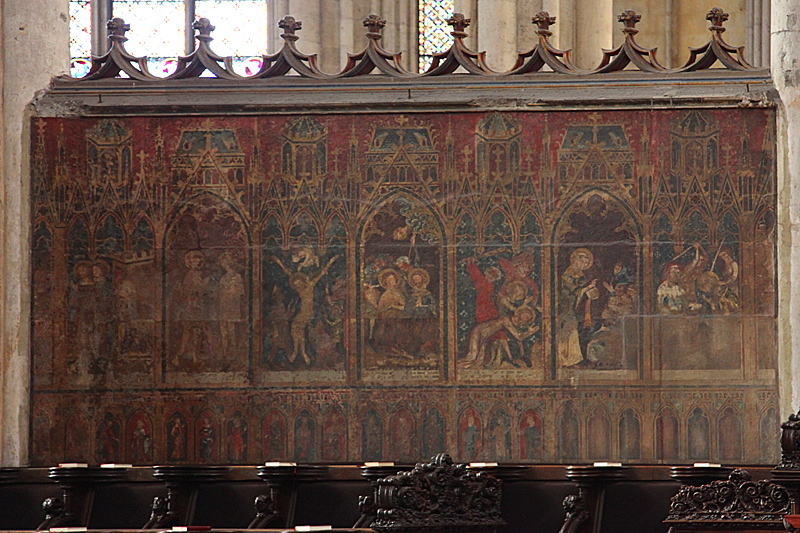
Recinto del coro del Duomo di Colonia, 1320.

Nel 1299, Johannes von Valkenburg, dal monastero francescano dei Frati Minori di Colonia, scrisse e illustrò due Graduali contenente numerose iniziali istoriate in uno stile che riporta all'arte mosana e ai manoscritti miniati parigini della seconda metà del XIII secolo.
Verso il 1300 appaiono i primi altarini, piccoli e portabili, spesso a forma di dittico ancora ispirati dalla miniatura francese. 
Il dipinto murale a tempera del recinto del coro del Duomo di Colonia, realizzato intorno al 1320, rappresenta una delle più alte opere artistiche della pittura monumentale dell'epoca, ed è considerata il punto di partenza della Scuola di pittura di Colonia.
Una delle prime opere eclatanti delle botteghe colognesi è il Goldaltar, la Pala d'Oro della Chiesa di Nostra Signora a Oberwesel realizzato nel 1330-40; e il Klarenaltar (Altare di Santa Chiara), del 1350-60 per il convento omonimo e oggi sito nel Duomo, dove le forme dei personaggi sono improntate al Gotico internazionale. Un'altra opera importante è l'Ursula-Altar (Altare di Sant'Orsola) dell'Abbazia di Marienstatt, anch'esso del 1350 circa. 
Nelle Cronache di Limburgo del 1380, un maestro Wilhelm von Köln (1358-1372) è presentato come il "miglior pittore della Germania". Si tratta probabilmente del pittore Wilhelm von Herle, che si può identificare nelle fonti di Colonia. Tuttavia, non è stato ancora possibile assegnargli nessun opera.

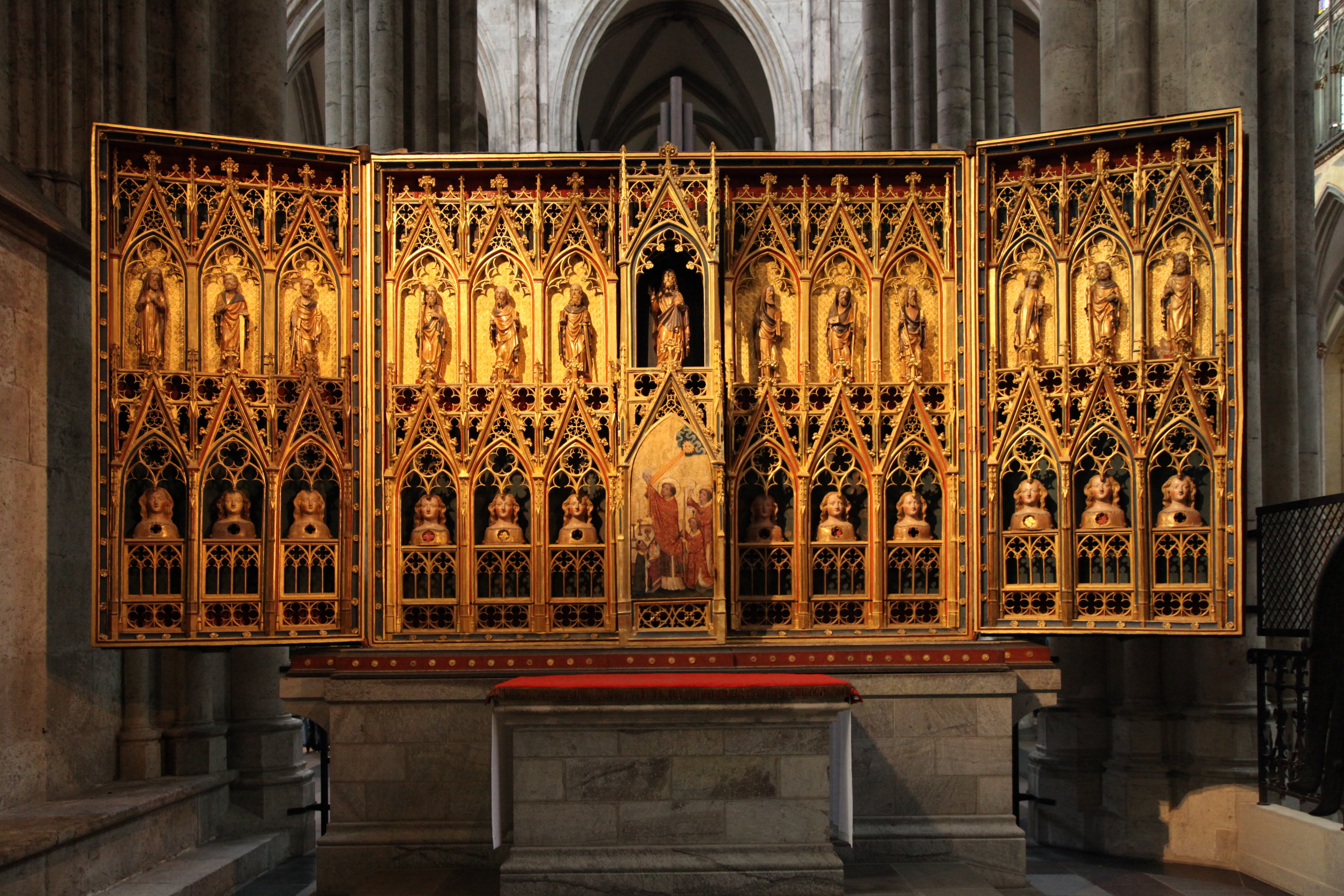
Klarenaltar, Duomo di Colonia, 1550-60.
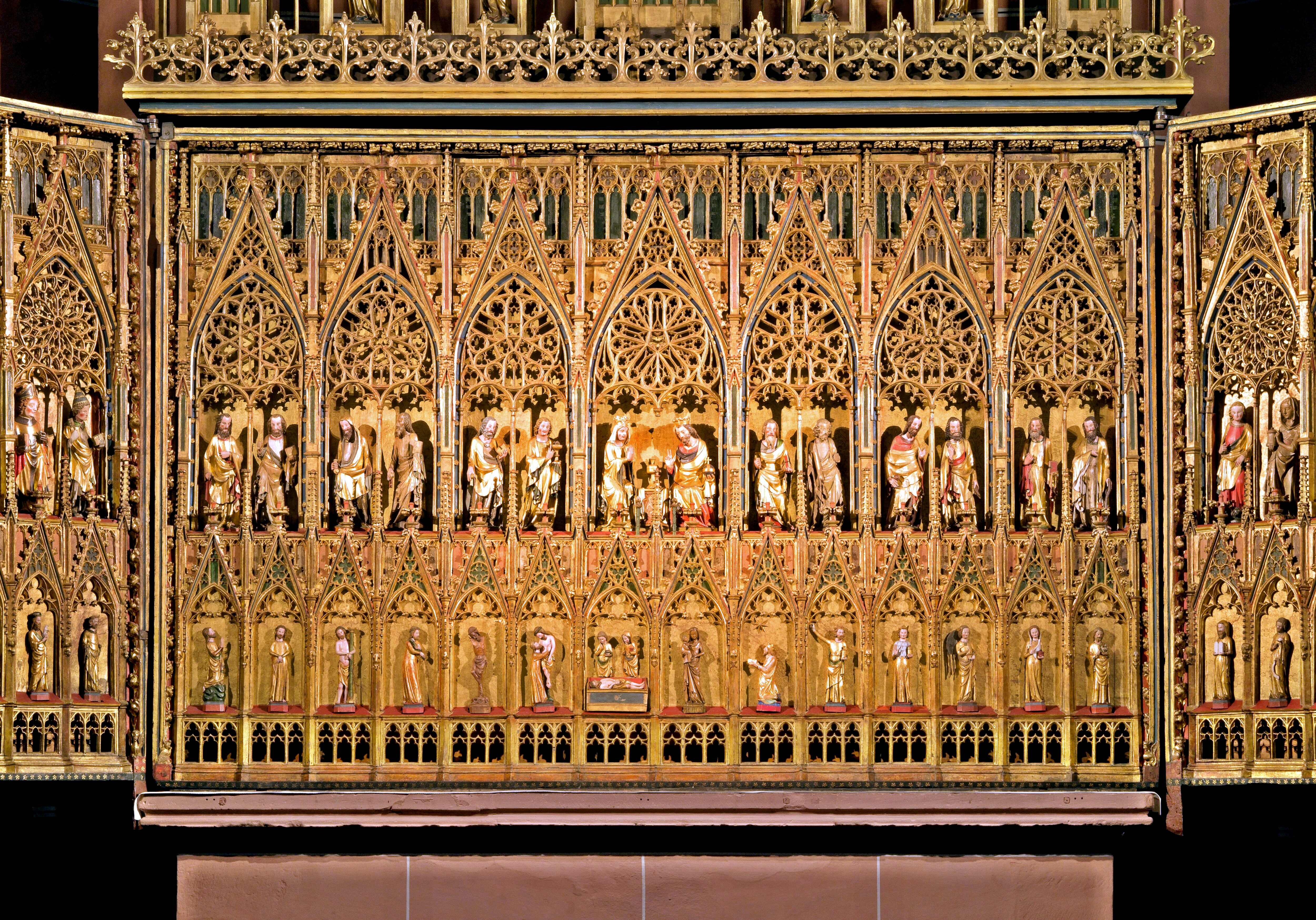
Goldaltar, Nostra Signora a Oberwesel, 1330-40.
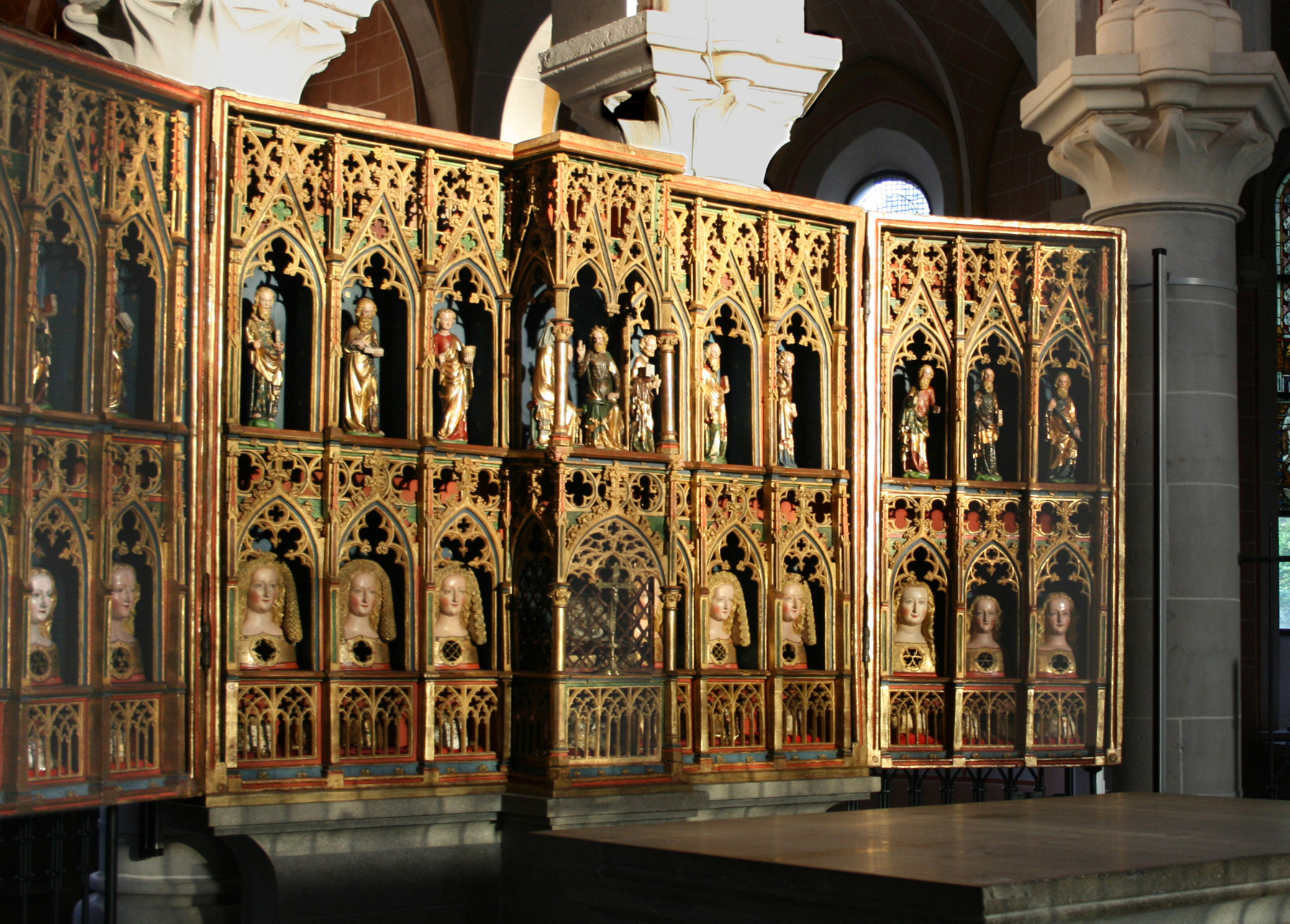
Ursula-Altar, Abbazia di Marienstatt, 1350.

### L'età d'Oro

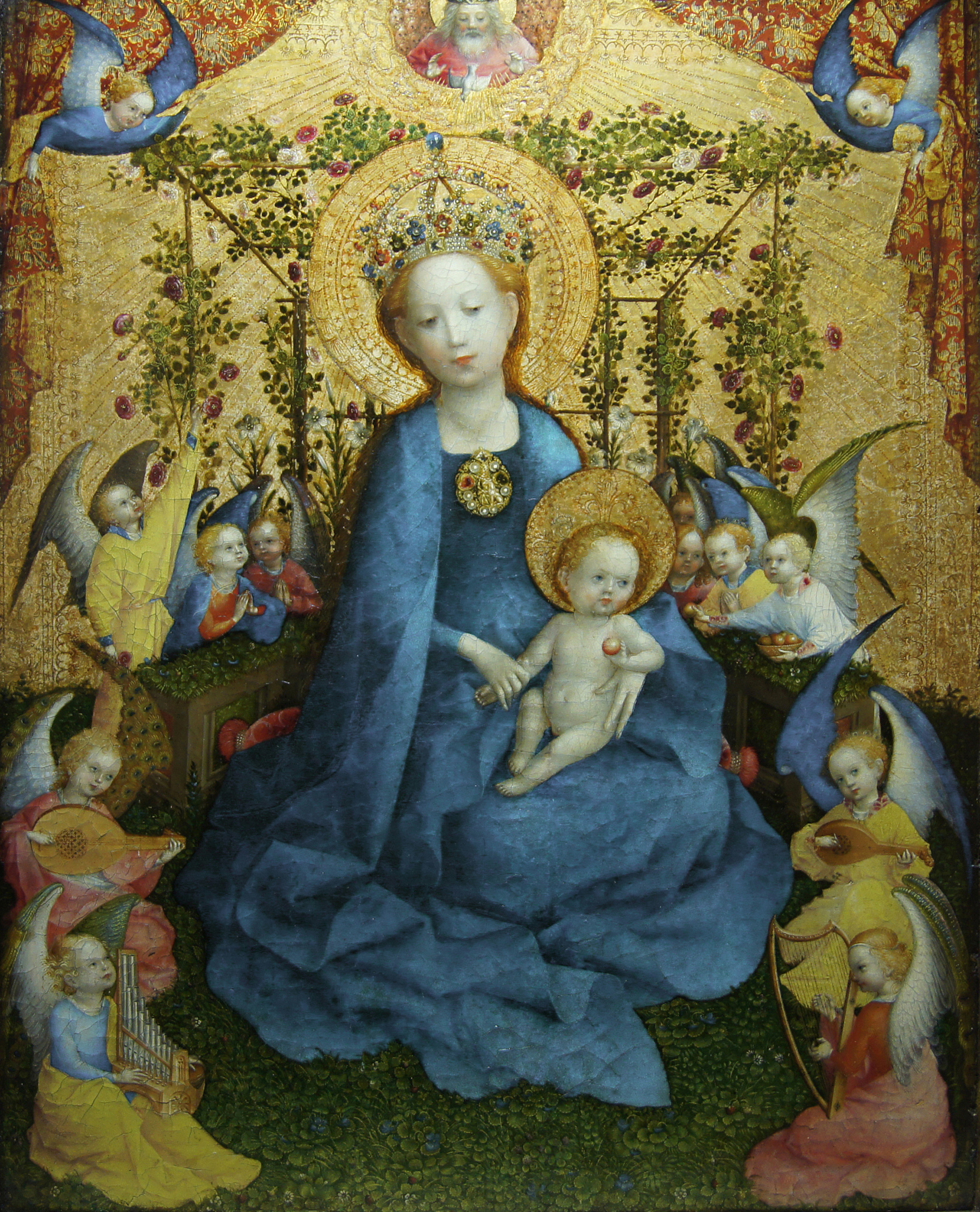
Stefan Lochner, Madonna del Roseto, Colonia, Wallraf-Richartz Museum, 1448.

Lo stile colognese si afferma con il Maestro della Veronica, attivo fra il 1395 e il 1415, e altri artisti dai nomi convenzionali: Maestro dell'altare di Palanter (1429), Maestro della Piccola Passione (1400-1420), Maestro del Calvario di Wasservass (1415-1435), Maestro di San Lorenzo (1415-1430), Maestro della Sacra Stirpe (1410-1440). Il periodo dal 1400 al 1450 è visto come un primo picco.
L'influenza della bottega del Maestro della Veronica arrivò fino in Vestfalia e nella Bassa Sassonia.
I colori sono chiari, i tratti poco marcati e i personaggi teneri e amorevoli. 
Il rappresentante più importante di questo periodo, e forse di tutto il movimento, è Stefan Lochner, attivo fra il 1435 e il 1450. Il suo Altare dei Santi Patroni della città (Altar der Stadtpatrone) è considerato come il capolavoro della Scuola di Colonia. Riuscì ad assorbire le più recenti influenze fiamminghe e ad associare figure dalla presenza scultorea a oggetti con una perfetta illusione di materialità in una composizione d'insieme ancora gotico-tradizionale. Continuando, infatti, nello stile tipico del movimento, apporta delle variazioni: le Vergini sono più "materiali" e meno genuflesse di quelle del Maestro della Veronica, ma restano comunque raccolte e dolci.
Nel 1451 a Colonia scoppiò la peste e anche Lochner ne fu coinvolto. La peste ha segnato una svolta nella vita cittadina e nel mondo dell'arte.

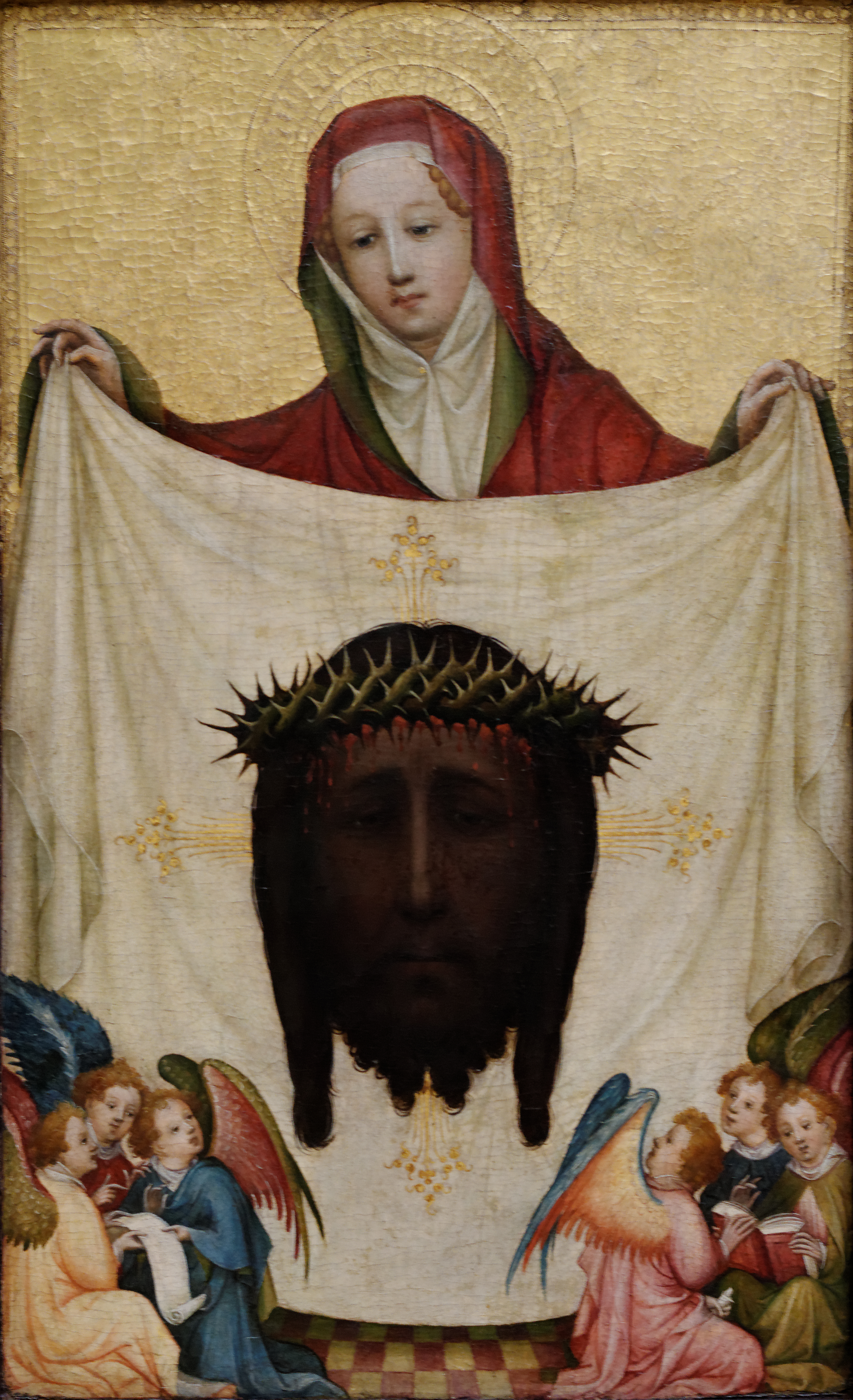
Santa Veronica col Sudario, Monaco di Baviera, Alte Pinakothek.
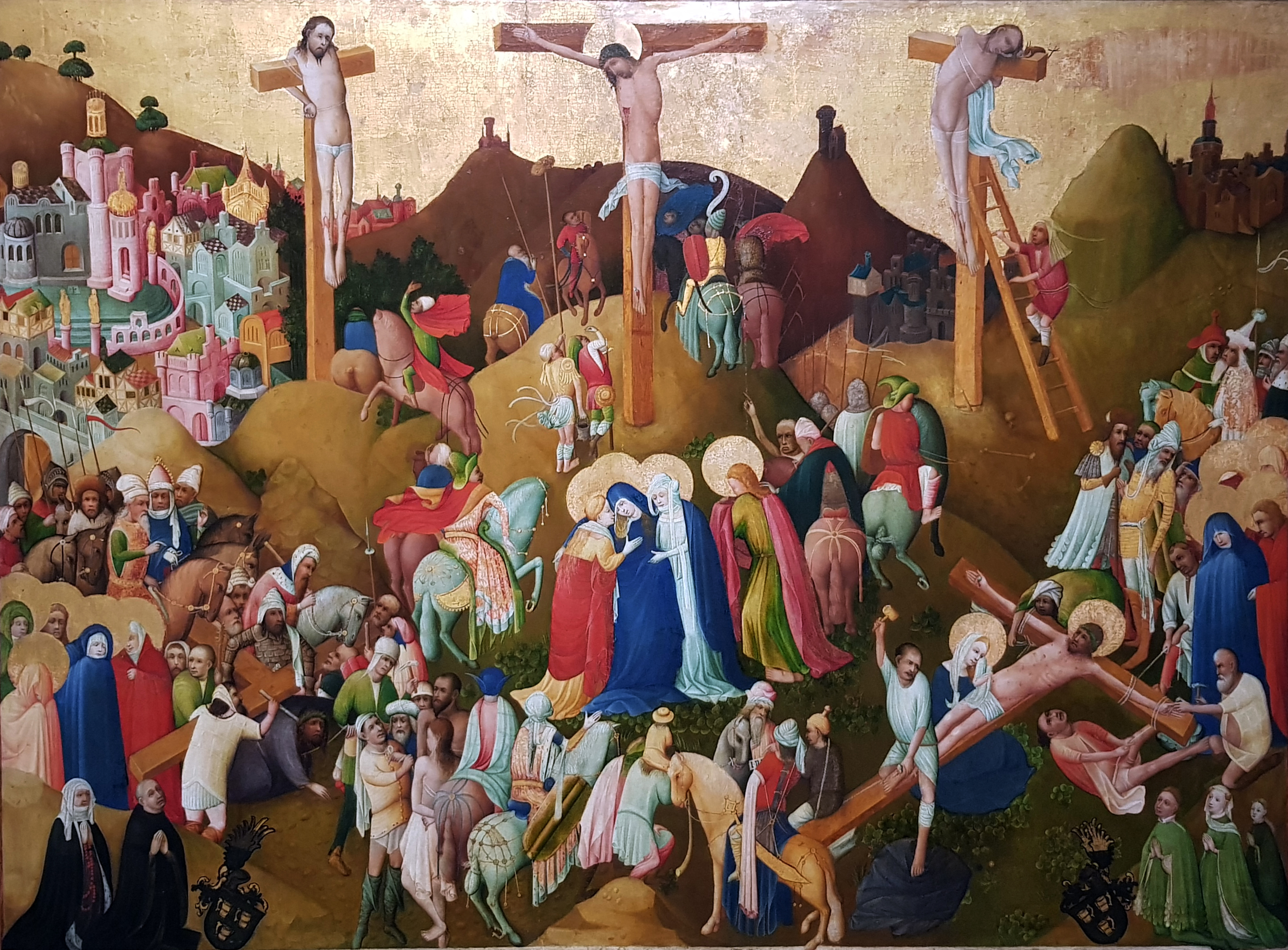
Calvario di Wasservass, Colonia, Wallraf-Richartz Museum, 1420-30.
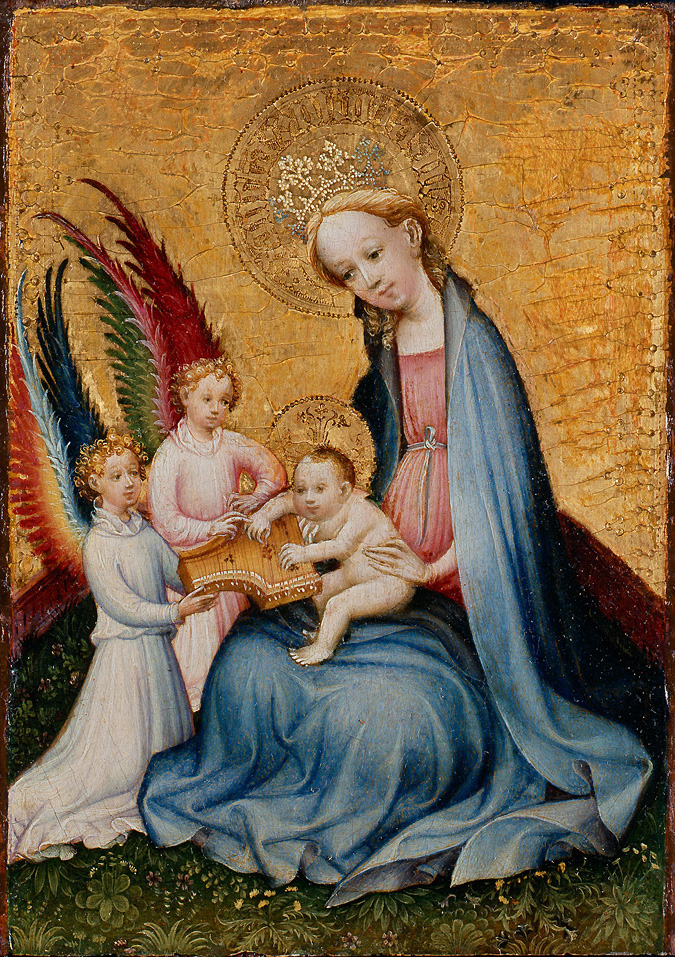
Maria in Paradiso, Colonia, Wallraf-Richartz Museum.
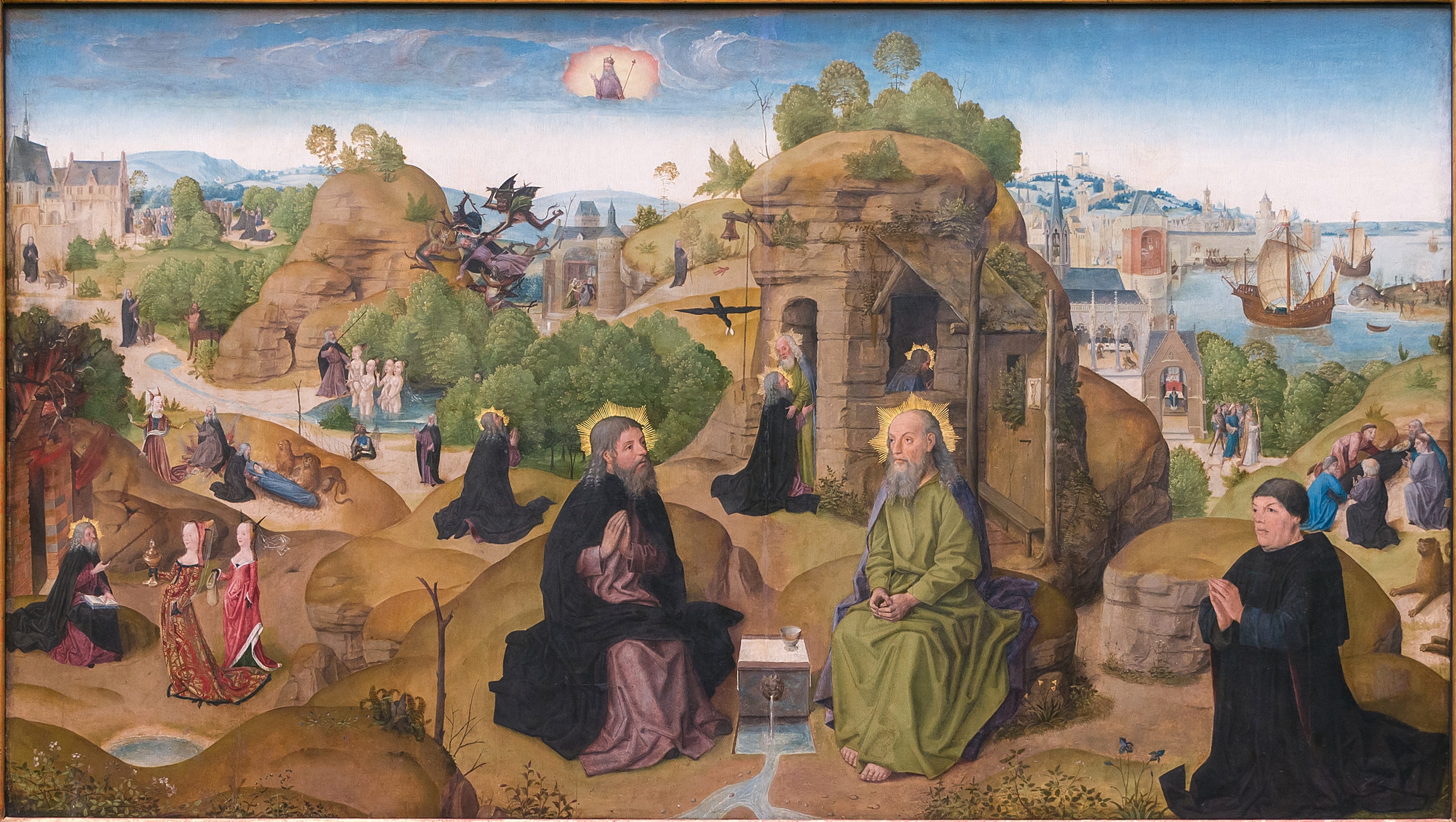
Maestro della Sacra Stirpe, Leggenda di Sant'Antonio, Monaco di Baviera, Alte Pinakothek.

### L'influenza fiamminga

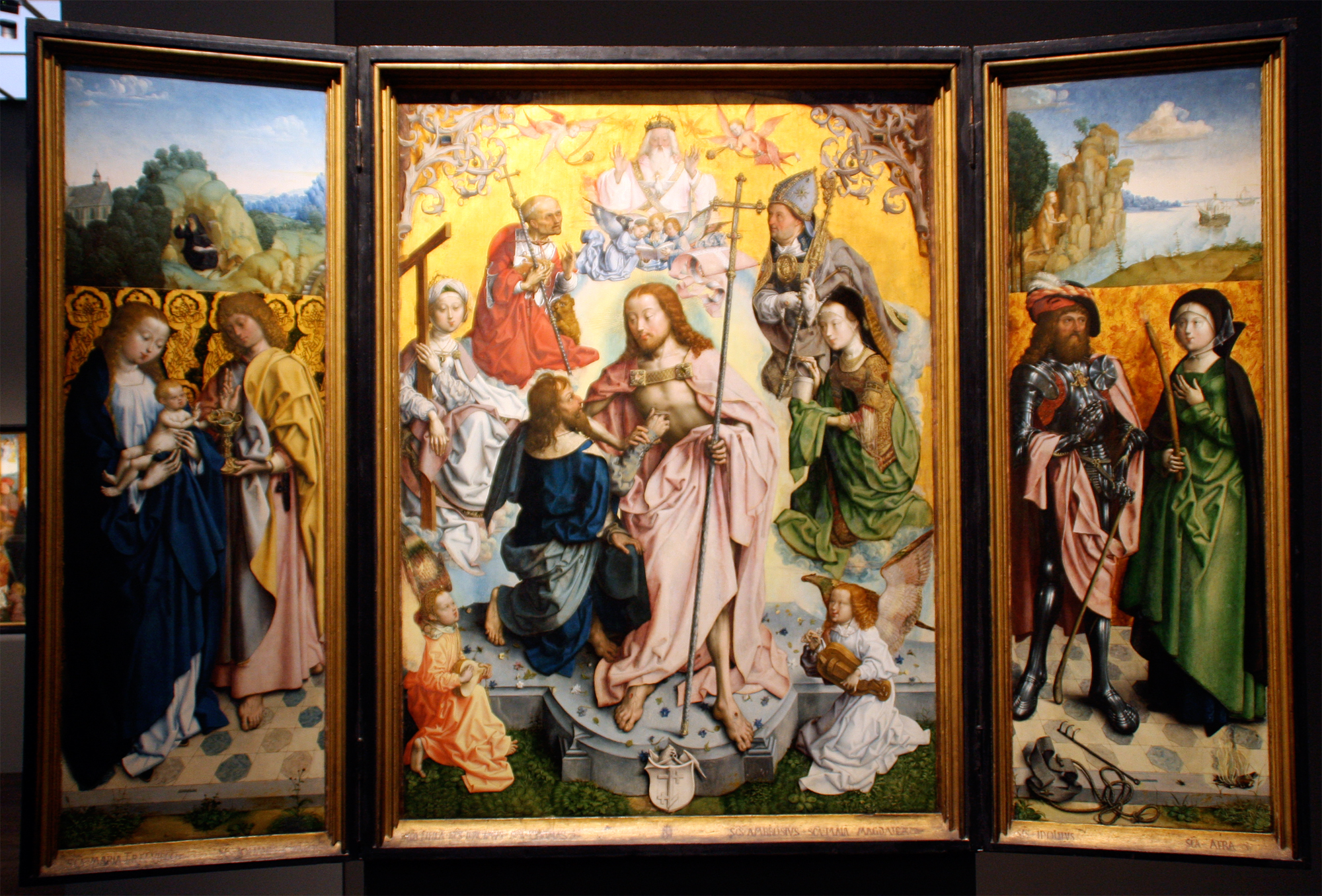
Maestro dell'Altare di san Bartolomeo, Thomasaltar, Colonia, Wallraf-Richartz Museum.

A partire dal 1460, la pittura di Colonia fu coinvolta da un'altra "ondata di modernizzazione" dettate dalle influenze fiamminghe, in particolare di Rogier van der Weyden, volte a introdurre sempre più espedienti stilistici naturalistici. Ciò introdusse un terzo periodo di fioritura e vide i suoi massimi esponenti nel Maestro della Passione di Lyversberg (intorno al 1463) e il Maestro della Leggenda di Giorgio (attivo dal 1465 al 1490).
Anche le opere del Maestro della Vita della Vergine risalgono alla fine del XV secolo (attivo dal 1473 al 1495) e lui mostrò in modo esemplare la rottura con le tradizioni più antiche; trova una nuova composizione pittorica che incorpora il paesaggio reale nella rappresentazione e conferisce alle figure una nuova plasticità attraverso l'uso della luce. Le opere del Maestro del Calvario di Sinzig furono a lungo attribuite al Maestro della Vita di Maria.
Uno dei massimi esponenti di questo periodo, a cavallo del 1500, fu il Maestro dell'Altare di san Bartolomeo, venuto probabilmente dai Paesi Bassi asburgici e attivo a Colonia tra il 1470 e il 1510, è considerato un importante rappresentante della tarda scuola di pittura di Colonia. Riuscì a portare l'allora realismo moderno, introdotto dall'arte fiamminga, a un livello di perfezione precedentemente sconosciuto nelle sue stesse composizioni. Le figure scultoree mostrano una forte presenza e sono disposte davanti a paesaggi cosmopoliti, che mostrano anche le tre navi con cui Colombo scoprì l'America (Altare di Tommaso al Wallraf-Richartz Museum).
Altri maestri dell'inizio del XVI secolo sono il Maestro della leggenda di Sant'Orsola di Colonia (1489-1515), il Maestro dell'Altare di Aquisgrana (1480-1520) e il Maestro di San Severino (1520 circa).

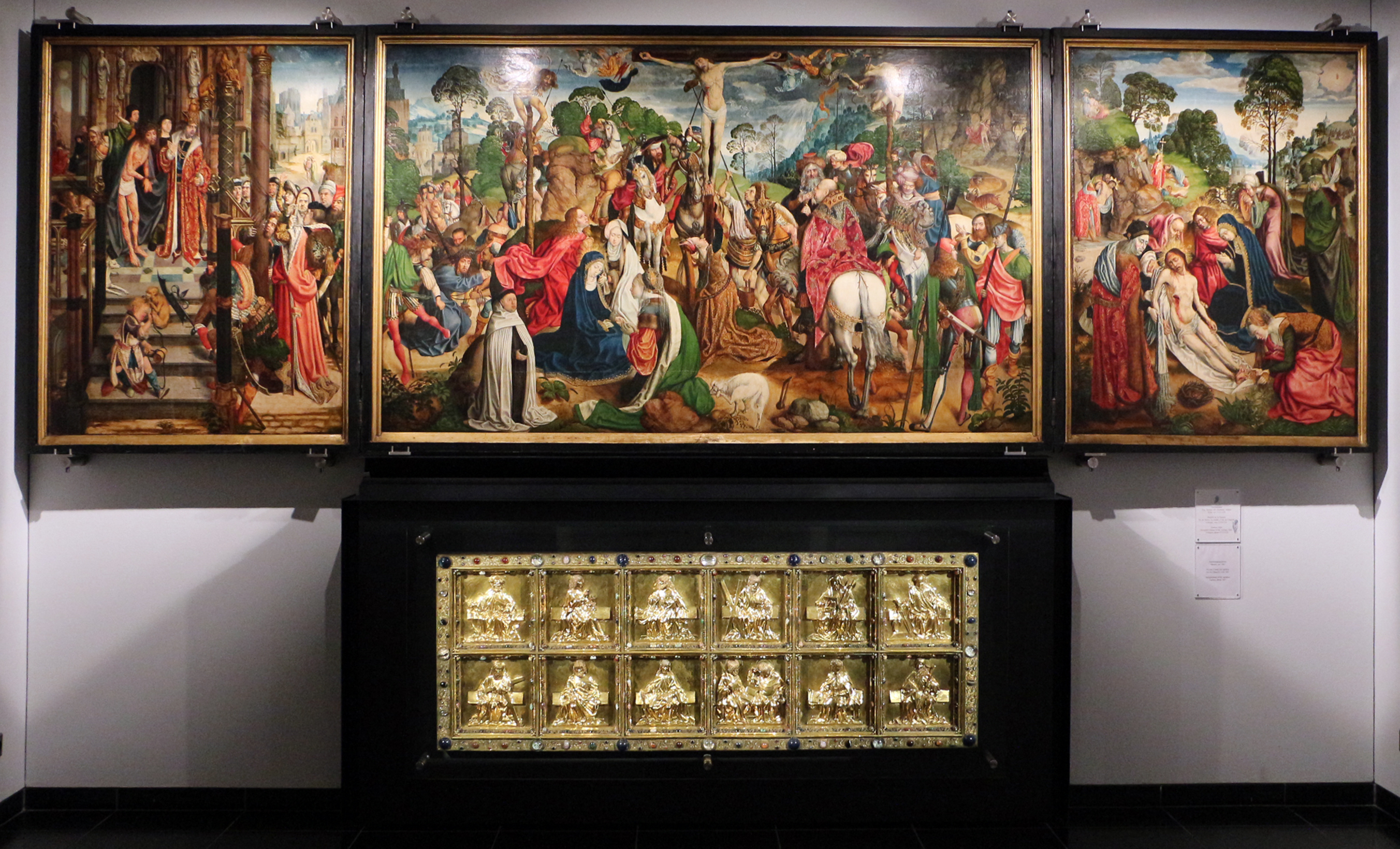
Maestro dell'Altare di Aquisgrana, Altare della Passione, Duomo di Aquisgrana, 1481.
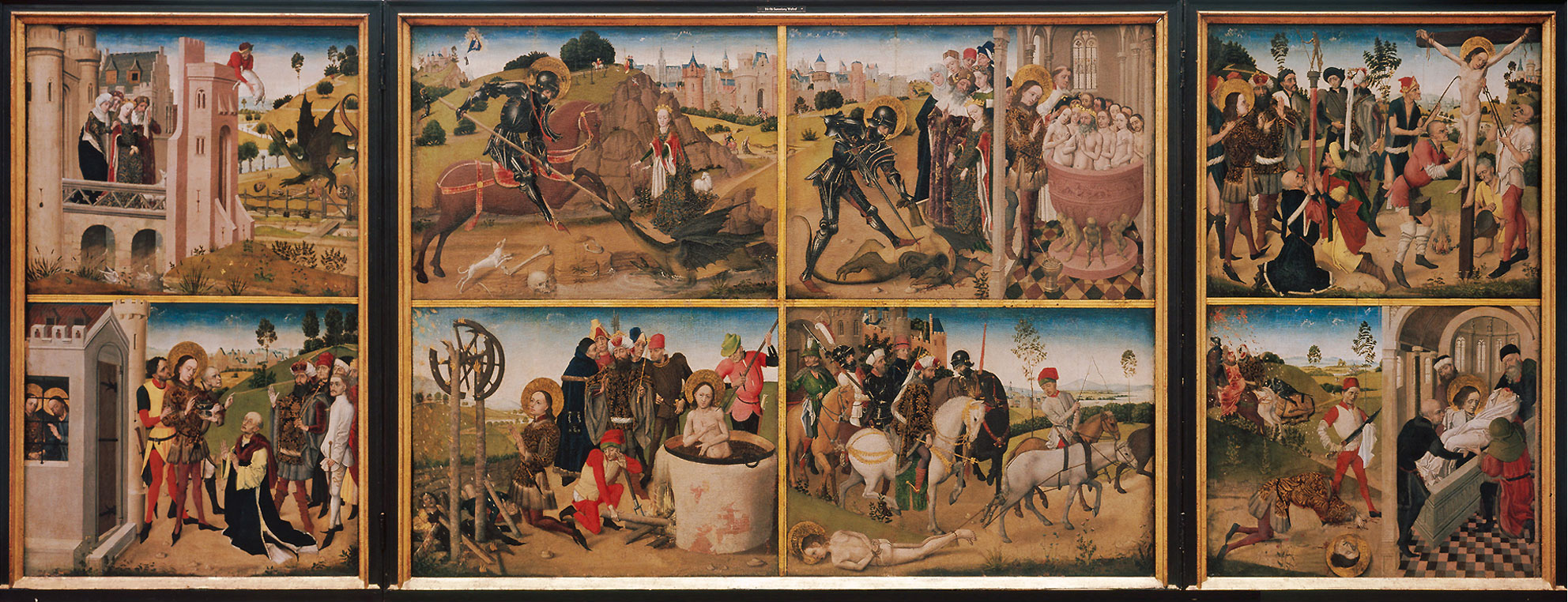
Leggenda di San Giorgio, Colonia, Wallraf-Richartz Museum, 1460.
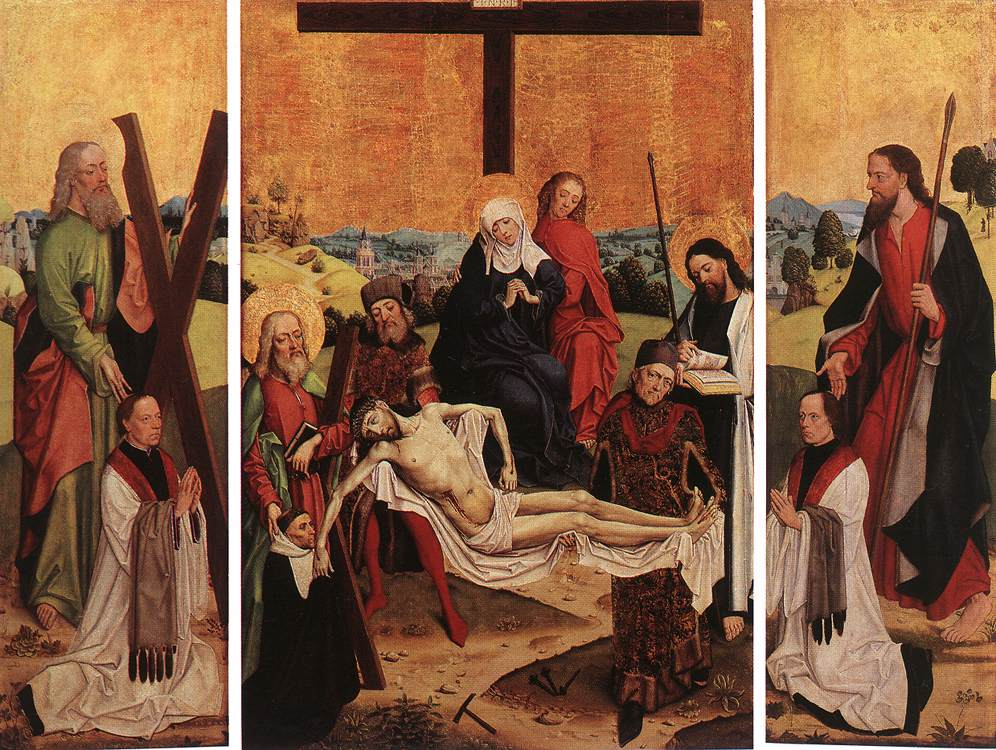
Maestro della Vita della Vergine, Deposizione, Colonia, Wallraf-Richartz Museum, 1460.
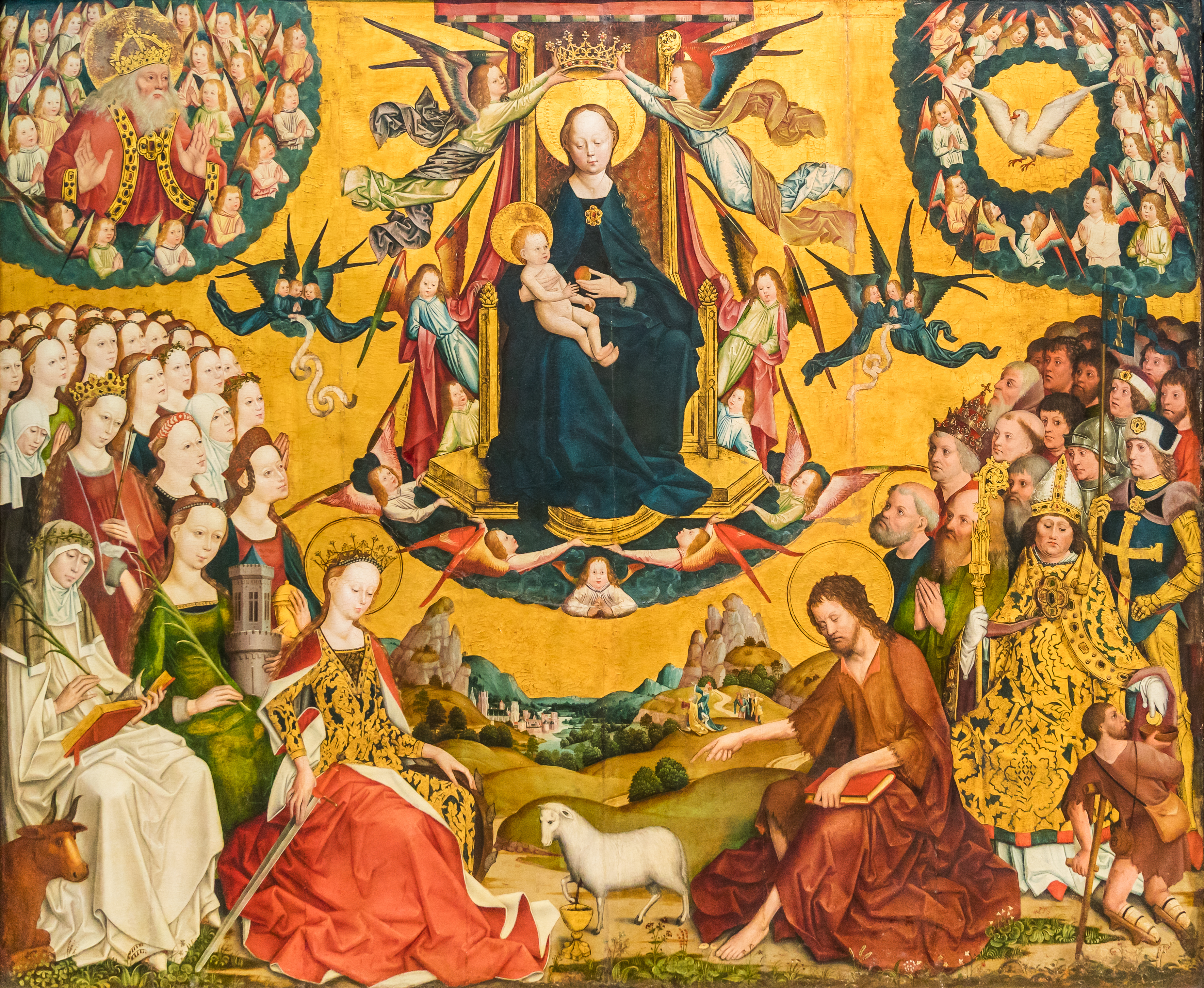
Glorificazione di Maria, Colonia, Wallraf-Richartz Museum, 1480.

### Vetrate

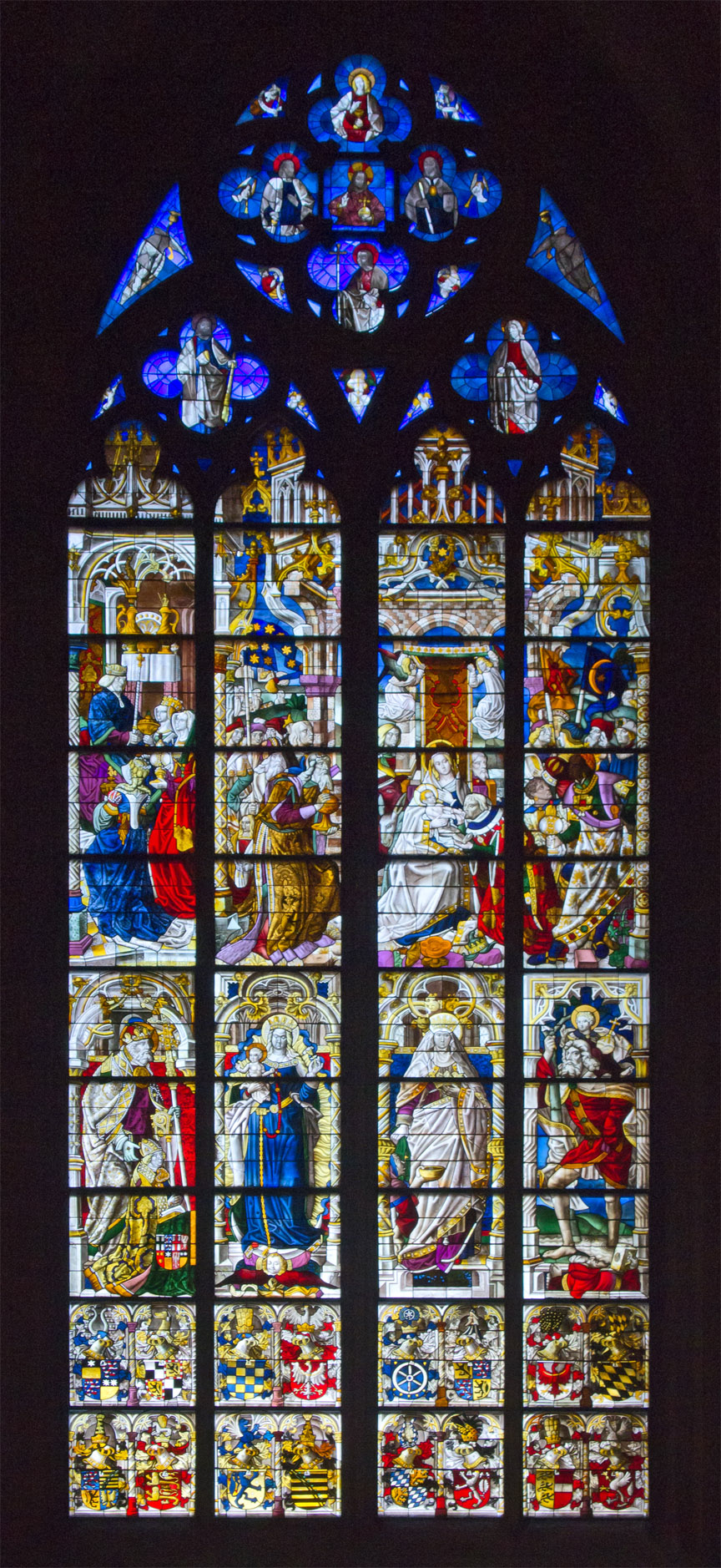
Maestro della Sacra Stirpe, Vetrata dell'Epifania, Duomo di Colonia.

All'inizio del XVI secolo, la tecnica della pittura su vetro si era talmente sviluppata che era possibile dipingere direttamente su vetro. Maestri della scuola di pittura di Colonia furono incaricati di creare i cartoni delle vetrate sul lato nord del Duomo di Colonia. Il disegno della Finestra dell'Epifania, che sarà modello per le altre, è attribuito al Maestro della Sacra Stirpe. 
La finestra dell'Incoronazione di Maria è considerata opera del Maestro di San Severino.
Il ciclo di vetrate del secolarizzato monastero di Sant'Apro (oggi i resti sono ricomposti nella vetrata del Cristo del Duomo) venne creato a cavallo del Rinascimento e mostra l'influenza di Bartholomäus Bruyn il Vecchio. Con lui finisce la pittura gotica della Scuola di Colonia, poiché il suo stile pittorico può essere attribuito al Rinascimento.

## Gli artisti

### Primitivi
- Johannes von Valkenburg (Graduale datato 1299)
- Wilhelm von Köln (attivo 1358-1372)

### Età d'Oro
- Maestro della Veronica (attivo 1395-1415)
- Maestro dell'altare di Palanter (altare datato 1429)
- Maestro della Piccola Passione (attivo 1400-1420)
- Maestro del Calvario di Wasservass (attivo 1415-1435)
- Maestro di San Lorenzo (attivo 1415-1430)
- Maestro della Sacra Stirpe il Vecchio (attivo 1410-1440)
- Stefan Lochner (attivo 1435-1451)
- Maestro dell'altare di Heisterbach (altare datato 1445-50)

### Influenza fiamminga
- Maestro della Leggenda di San Giorgio (attivo 1460-1490)
- Maestro della Leggenda di San Bruno (attivo fine XV secolo)
- Maestro della Vita della Vergine (attivo 1463-90)
- Maestro della Glorificazione di Maria (attivo 1460-!à o 1493)
- Maestro della Passione di Lyversberg (altare 1464-66)
- Maestro del Dittico di Bonn
- Maestro del Calvario di Sinzig (attivo 1470-80)
- Maestro dell'Altare di san Bartolomeo (attivo 1475-1510)
- Maestro della Stirpe il Giovane 5attivo 1475-1515)
- Maestro di Saint-Germain-des-Prés (attivo in Francia intorno al 1500)

### Tardivi
- Maestro della Leggenda di sant'Orsola di Colonia (attivo 1489-1515)
- Maestro dell'Altare di Aquisgrana (attivo 1480-1520)
- Maestro di San Severino (attivo 1480-1520)
- Bartholomäus Bruyn il Vecchio (attivo 1493-1555)